# Libeccio
Le libeccio est un vent violent en toute saison de secteur Sud-Ouest, qui traverse la Corse et l'Italie. Il est accompagné en hiver de fortes précipitations sur les versants exposés, alors qu'en été ce vent est associé à un temps sec et doux.

## Noms du vent

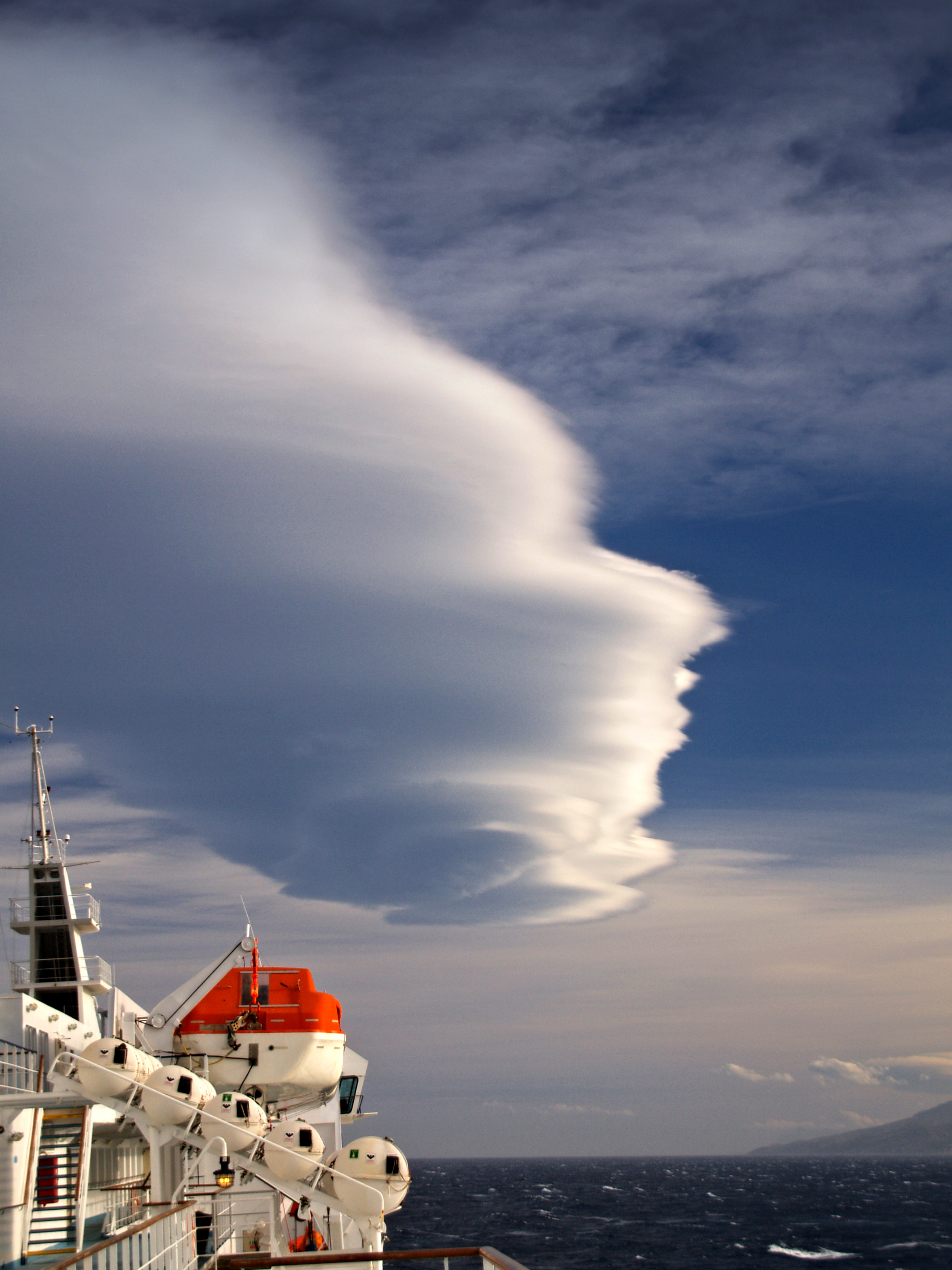
Nuage Lenticulaire au large de Bastia, vue depuis un Ferry

En espagnol, il s'appelle lebeche, en corse libecciu, en catalan  llebeig ou garbí, en grec Γαρμπής, en turc lodos ou encore en occitan labech ou garbin.

## Caractéristiques
Le libeccio est un vent de secteur Ouest à Sud-Ouest soufflant sur la Côte d’Azur et la Corse. Sec en été, il amène fréquemment la pluie et les orages en hiver, notamment sur les hauteurs. Sur la côte, ce vent génère en hiver, et plus rarement en automne et printemps, les plus grosses houles de l'année, mettant à rude épreuve les fronts de mers, ports et les bateaux naviguant au large, mais faisant la joie des surfeurs locaux selon les conditions. C'est pour ces raisons qu'il est parfois classé comme « vent de mousson ». Ce vent est par ailleurs réputé par la violence de ses rafales,. 

## Effets du vent
Il donne aux altocumulus des formes lenticulaires. 